# Emilio Frey
Emilio Enrique Frey (Baradero, Argentina; 2 de febrero de 1872 – San Carlos de Bariloche, Argentina; 29 de mayo de 1964) fue un topógrafo suizo-argentino.

## Vida
En el año 1863, su padre suizo había emigrado a Argentina para unirse a la colonia suiza en Baradero, en el norte de la provincia de Buenos Aires, la cual era la primera colonia que se dedicaba a la agricultura de campo. En 1870 Frey se casó con Bernabela Borda, una nativa. Su hijo Emilio Enrique Frey creció en Baradero como el mayor de nueve hermanos.
Frey hijo realizó sus estudios en Suiza desde 1884 a 1892. Primero vivió en Zúrich con su abuelo Rudolf Frey. Después terminó sus estudios en la Escuela Politécnica en Winterthur, actualmente parte de la Escuela Superior de Ciencias Aplicadas de Zürich. Allí, aprendió la profesión de topógrafo.
A partir del año 1896, pudo poner en práctica sus conocimientos adquiridos en Europa como socio de la Comisión de Límites entre Argentina y Chile bajo la dirección de Francisco P. Moreno. Esta comisión recibió del Gobierno Argentino el encargo de aclarar la delimitación de la frontera en la región andina. Se solicitaban conocimientos topográficos y geológicos, porque la separación de aguas entre desaguaderos en el Océano Atlántico, respectivamente al Pacífico, tenían que ser valorados no solamente según el lugar de entonces, sino también por razones de cambios de mecanismos terrestres.  Por este motivo, tomó parte también Santiago Roth en las correspondientes expediciones, quien había pertenecido también a la colonia suiza de Baradero, y era conocido como paleontólogo.
En muchas expediciones Frey realizó mapas topográficos de la región andina en reñidos lugares limítrofes con Chile. Descubrió, entre otros, los lagos Cholila, Rivadavia y Epuyén. También descubrió otro lago, al que llamó Lago Las Ranas. Años más tarde realizó un segundo viaje al mismo lago, junto al geólogo americano Bailey Willis, que en el año 1913 solicitó que el lago fuera renombrado en honor a su descubridor: lago Frey. También, el río que es el desagüe de los lagos Frey y Cholila se llama río Frey.
En el año 1910, el ministro de Agricultura argentino Ezequiel Ramos Mexía creó una comisión para explorar la hidrología en el norte de la Patagonia con Willis como director y Frey como su representante argentino.
En el año 1912, Frey se casó con la suiza Rosa Maria Schumacher.
Después de que Moreno recibiera tierras del Gobierno Argentino como agradecimiento por los servicios prestados en los conflictos con la frontera con Chile, en el año 1903 devolvió una parte de 7000 hectáreas en la región del Lago Nahuel Huapi al Gobierno Argentino, con la condición de realizar allí una Reserva Natural.  En 1934, se levantó el parque nacional Nahuel Huapi y se nombró a Frey como su primer Director. En 1981, la UNESCO declaró a este parque nacional como Patrimonio Mundial.
En el año 1931, Frey fue cofundador y primer Presidente del Club Andino Bariloche, el primer club de alpinismo (debe decir andinismo) en Argentina, con sede en San Carlos de Bariloche.  Dirigió este club durante 30 años, y fue una de las más significativas personalidades en la nueva y floreciente ciudad de Bariloche.
En su honor, lleva también su nombre uno de los refugios de montaña creados por el Club Andino Bariloche: el refugio Ing. Emilio Frey.